# Rudy Cardozo
Rudy Alejandro Cardozo Fernandez, né le 14 février 1990 à Tarija, est un footballeur international bolivien qui évolue au poste de milieu de terrain.

## Carrière
Cardozo joue dans sa jeunesse avec le Club Bolívar. En 2008, il signe avec le club israélien du Hapoël Ramat HaSharon où il fait une saison comme titulaire, où le club manque de descendre en troisième division. Il décide de revenir en Bolivie, dans son ancienne équipe du Club Bolívar. 
Sélectionné avec la sélection bolivienne des moins de 20 ans, il joue le Championnat des moins de 20 ans de la CONMEBOL 2009. Cardozo fait ses débuts en équipe nationale face à la Colombie dans un match amical. Il est conservé pour la Copa América 2011 où il entre au cours d'un match.

## Palmarès
- Vainqueur du tournoi d'ouverture du championnat de Bolivie 2014
- Vainqueur du tournoi de clôture du championnat de Bolivie 2013
- Vainqueur du tournoi Adecuacion 2011 et tournoi de clôture 2013
- Vainqueur de la Copa Aerosur 2010
- Vainqueur du tournoi de clôture du championnat de Bolivie 2009